# Serdar Gözübüyük

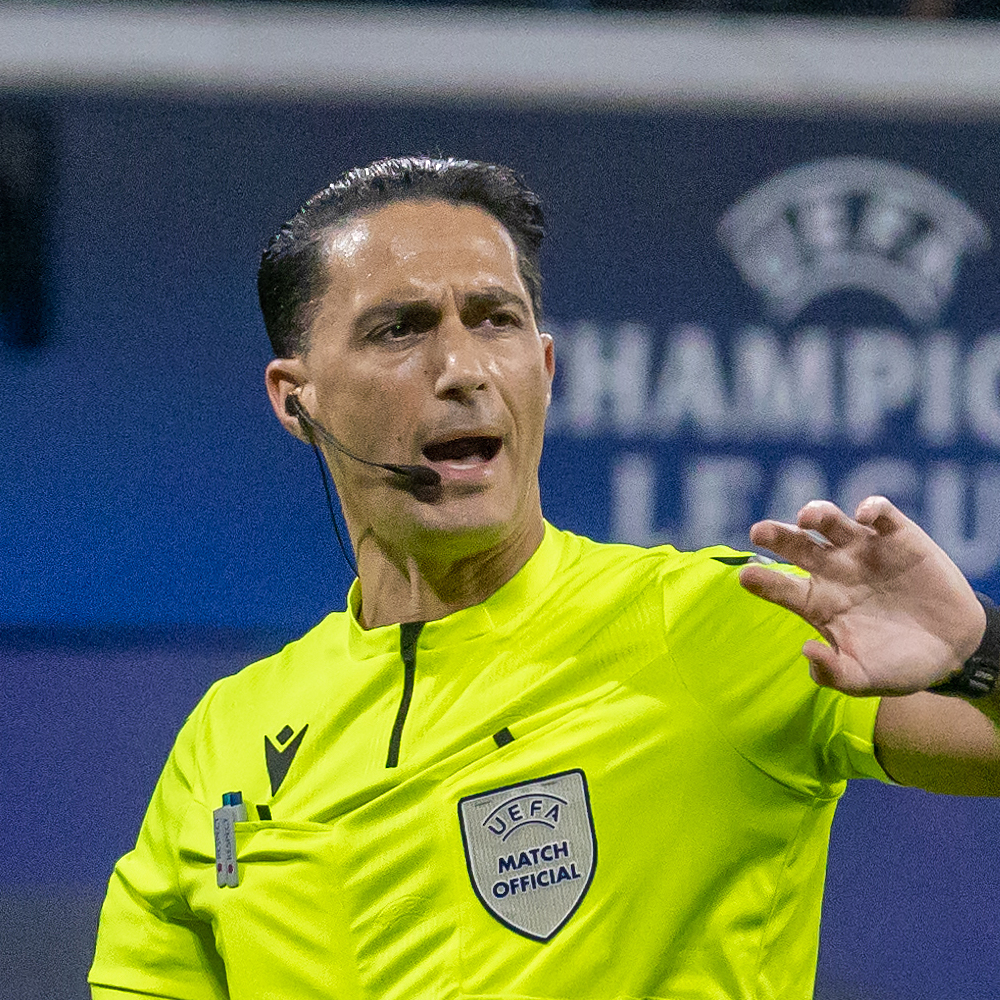
Serdar Gözübüyük (2023)

Serdar Gözübüyük (* 29. Oktober 1985 in Haarlem) ist ein niederländischer Fußballschiedsrichter türkischer Abstammung.

## Werdegang
Gözübüyük begann im Alter von 16 Jahren als Schiedsrichter. Er leitet seit der Saison 2007/08 Spiele in der Eerste Divisie und seit der Saison 2009/10 Spiele in der Eredivisie. Er wurde mehrfach als Schiedsrichter des Jahres in den Niederlanden ausgezeichnet.
Seit 2012 steht er auf der Liste der FIFA-Schiedsrichter und leitet internationale Fußballspiele.
In der Saison 2014/15 leitete Gözübüyük erstmals ein Spiel in der UEFA Europa League, in der Saison 2019/20 erstmals ein Spiel in der UEFA Champions League.
Am 13. April 2015 pfiff Gözübüyük das Finale der UEFA Youth League 2014/15 zwischen Schachtar Donezk und dem FC Chelsea (2:3).
Zudem leitete Gözübüyük jeweils zwei Gruppenspiele bei der U-17-Europameisterschaft 2013 in der Slowakei, bei der U-21-Europameisterschaft 2017 in Polen und bei der U-21-Europameisterschaft 2019 in Italien und San Marino.
Zur zweiten Hälfte der Saison 2021/22 stieg Gözübüyük in die Kategorie der UEFA-Elite-Schiedsrichter auf.
Im April 2024 wurde Gözübüyük als Unterstützungsschiedsrichter für die Europameisterschaft 2024 in Deutschland nominiert.